# Arno Arnold

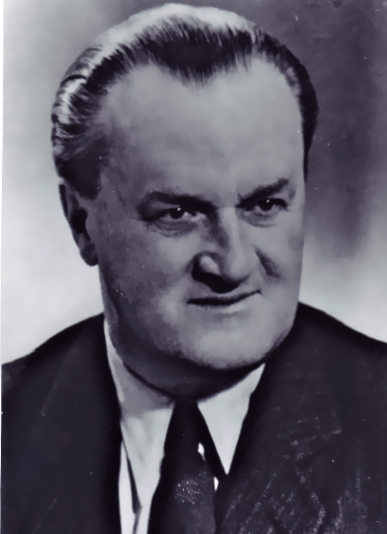
Arno Arnold, 1960

Arno Heinrich Gottfried Arnold (* 29. Januar 1897 in Glatzen, Österreich-Ungarn; † 26. März 1963 in Zwickau) war ein deutscher Arzt, Internist und Sportmediziner. Er gilt als erster deutscher Hochschullehrer für Sportmedizin.

## Leben und Wirken
Nach Medizinstudium und Promotion an der Universität Leipzig von 1915 bis 1921 folgte 1930 die Habilitation an der dortigen Medizinischen Fakultät mit dem Thema Körperentwicklung und Körperbau in Beziehung zu den Leibesübungen. 1936 erfolgte die Ernennung zum Professor für Sportmedizin. Danach war er bis 1940 Leiter der Staatsanstalt für Krankengymnastik und Massage in Dresden. Während des Zweiten Weltkrieges arbeitete Arnold als Oberstabsarzt im Lazarett Bad Elster. Nach Niederlassung in Bad Elster (1945–1949) und Abteilungsleitung der Kurklinik daselbst (1949–1954) war er bis 1963 als Leiter des Thermalbades Wiesenbad bei Annaberg-Buchholz tätig. Neben einer Vielzahl sportmedizinischer Publikationen führte er über viele Jahre sportmedizinische Fortbildungskurse durch. Er wurde 1954 erster Vorsitzender der neu gegründeten Arbeitsgemeinschaft für Sportmedizin in der DDR. Das von ihm 1956 herausgegebene gesamtdeutsche Lehrbuch der Sportmedizin blieb über viele Jahre das Standardwerk auf diesem Gebiet.
Das Lebenswerk Arnolds wurde mit dem GutsMuths-Preis sowie der ersten Ehrenmitgliedschaft der Gesellschaft für Sportmedizin der DDR und mit der Ernennung zum persönlichen Mitglied durch die FIMS gewürdigt. Der nach der deutschen Wiedervereinigung geschaffene Arno-Arnold-Preis wurde für besondere Leistungen von Nachwuchswissenschaftlern auf dem Gebiet der Sportmedizin verliehen.
Arno Arnold war 1920 Mitglied des Zeitfreiwilligenregiments Leipzig. Von 1924 bis 1927 war er Mitglied der DNVP. Zum 1. Mai 1933 trat er in die NSDAP (Mitgliedsnummer 2.993.559) und in den NSLB ein. Im Jahr 1935 folgte die Mitgliedschaft im NSDÄB.

## Publikationen (Auswahl)
- Fünf Bibliographien des Schrifttums über Sportmedizin und ihre Grenzgebiete 1911 bis 1953 bei den Verlagen Reher Berlin 1927, Thieme Leipzig 1929 und 1936, Johann Ambrosius Barth Verlag 1934 und 1953
- Die sportärztliche Untersuchung. J. A. Barth Leipzig 1933 und 1936
- Lehrbuch der Sportmedizin. J. A. Barth Leipzig 1956, 2. Aufl. 1960
- Ärztliche Grundlagen der Schulturnbefreiung. J. A. Barth Leipzig 1955, 2. Aufl. 1956, 3. Aufl. 1958; 4. Aufl. neu bearbeitet und hg. von D. Kabisch 1967 als Ärztliche Grundlagen der Befreiung vom Sportunterricht